# Finale du grand chelem d'échecs 2008
La finale du Grand Chelem d'échecs 2008 est l'une des plus prestigieuses et plus fortes compétitions d'échecs organisées en 2008.
La finale du Grand Chelem d'échecs 2008 s'est déroulé à Bilbao en Espagne, du 1er au 13 septembre 2008. Ce tournoi a regroupé 6 des 10 meilleurs joueurs de la planète.
Les vainqueurs respectifs des tournois dits de Grand Chelem d'échecs et deux joueurs invités via leur classement Elo ou à la suite de leurs résultats dans les tournois du Grand Chelem.
Le tournoi, au format double ronde est également remarquable pour l'emploi d'un système inhabituel d'attribution des points :
3 points pour une victoire, 1 point pour une partie nulle et 0 point en cas de défaite.
Comme au Tournoi d'échecs de Sofia de 2008, les joueurs s'affrontèrent dans une « cage de verre » en extérieur, d'où ils purent être observés par les passants.
Ce tournoi fut remporté par Veselin Topalov avec 17 points (4 victoires, 5 nulles et 1 défaite).

## Participants
Les vainqueurs des tournois du Grand Chelem furent automatiquement qualifiés pour la finale :
- Levon Aronian et Magnus Carlsen, qualifiés grâce à leur victoire ex æquo au tournoi de Wijk aan Zee 2008 ;
- Viswanathan Anand, qualifié grâce à sa victoire au tournoi de Linares 2008 ;
- Vassily Ivanchuk, qualifié en remportant le MTel de Sofia 2008.

Deux joueurs furent invités, grâce à leur classement et/ou leurs résultats dans les tournois du Grand Chelem :
- Veselin Topalov, 5e joueur mondial et 2e au MTel de Sofia ;
- Teimour Radjabov, 7e joueur mondial.

Deux joueurs éligibles ne participèrent pas au tournoi :
- Aleksandr Morozevitch, numéro 2 mondial, ne fut pas invité car il n'avait disputé aucun des tournois du Grand Chelem[1].
- Vladimir Kramnik, 3e joueur mondial, fut invité, mais préféra décliner l'offre, sans doute à cause de la proximité de la finale du championnat du monde d'échecs 2008 qu'il disputa à partir du 14 octobre 2008 à Bonn face à Viswanathan Anand.

## Tableau final
Ce tournoi est une catégorie 21 avec une moyenne Elo d'environ 2769.
| no | Nom                | Fédération  | Elo  | 1   | 2   | 3   | 4   | 5   | 6   | Total   |
| -- | ------------------ | ----------- | ---- | --- | --- | --- | --- | --- | --- | ------- |
| 1  | Veselin Topalov    | Bulgarie    | 2777 | XX  | 1 1 | = 0 | = 1 | = = | 1 = | 17 / 30 |
| 2  | Magnus Carlsen     | Norvège     | 2775 | 0 0 | XX  | 1 1 | = 0 | 1 = | = = | 13      |
| 3  | Levon Aronian      | Arménie     | 2737 | = 1 | 0 0 | XX  | 1 = | = 0 | = 1 | 13      |
| 4  | Vassili Ivantchouk | Ukraine     | 2781 | = 0 | = 1 | 0 = | XX  | = 1 | = = | 12      |
| 5  | Teimour Radjabov   | Azerbaïdjan | 2744 | = = | 0 = | = 1 | = 0 | XX  | = = | 10      |
| 6  | Viswanathan Anand  | Inde        | 2798 | 0 = | = = | = 0 | = = | = = | XX  | 8       |

Le classement général ne fut pas trop modifié par le système dit du 3-1-0 (Carlsen, Aronian et Ivanchuk seraient ex æquo avec le système standard).
Les deux joueurs encore impliqués dans le cycle du championnat du monde 2008-2009 connurent des fortunes diverses : Topalov gagna de façon convaincante le tournoi, s'octroyant au passage la place de numéro 1 mondial, au détriment d'Anand qui réalisa l'une des pires contre-performances de sa carrière depuis qu'il est dans les 10 premiers mondiaux. Ce tournoi catastrophique lui a d'ailleurs coûté la première place au classement mondial, le rétrogradant à la 5e place.
Au cours de ce tournoi, Ivanchuk et Carlsen furent virtuellement numéro 1 mondial.